# 埃及第十四王朝
位於埃及尼羅河三角洲的區域範圍之埃及第十四王朝為埃及第二中間時期統治者所做出一系列統治的其中一個王朝，取決於學者研究，其統治時期大約在75（大約公元前1725–1650年間）到155（大約公元前1805–1650年間）年之間。王朝的首都可能是阿瓦里斯。基於孟菲斯，第十三王朝與第十四王朝曾同時存在過。埃及古物學者證實，第十四王朝的統治者有著迦南人或西閃族血統，因為國王或王子的姓氏之來歷更加分明，像是Ipqu（西方閃米特俗稱的「恩典」）、Yakbim（英語拼音「ia-ak-bi-im」，是一種菊名）、Qareh（西方閃米特俗稱的「光頭1」）或者是雅各布 - 喀拉。有關努比亚的國王、王后名稱曾被記載過，納赫希國王（努比亚）及塔蒂王后。
第十四王朝發生在第二中間時期。這是一個動蕩的時期，在此期間埃及處於分裂狀態，目前對這一時期的了解相對不確定。 對這個混亂時期的理解隨著時間的推移而演變。 因此，在兩個世紀的研究史上，第十四王朝的定義有所不同。

## 年表
雖然第十四王朝可能重疊了上、下的王朝，甚至可能會同時存在，但位於中王國時期，第十四王朝有時結合了第十一、十二、十三王朝的元素，更多的共通點是，第十四王朝與前一個王朝及後三個王朝是埃及第二中間時期的組員。
第十四王朝的相關認識還有一段差距，因為其絕對的時間位置對於統治時間還在爭議中，埃及古物學者吉姆·立賀特提議第十四王朝比第十二王朝較晚出現。他主張從第十三王朝國王Memphite到恢復德爾塔期間居住在德蘭塔東部當地的迦南居民聲明第十四王朝的獨立以及避免可能的嘗試。

## 統治者
| 國王名稱           | 任職年度                             | 備註 |
| ------------------ | ------------------------------------ | --- |
| Yakbim Sekhaenre   | 1805 BC - 1780 BC 或者之後的 1650 BC | 按時間順序排列是具有爭議性的，也許是在第十五王朝                                                                      |
| Ya'ammu Nubwoserre | 1780 BC - 1770 BC                    | 按時間順序排列是具有爭議性的                                                                                          |
| Qareh Khawoserre   | 1770 BC - 1760 BC                    | 按時間順序排列是具有爭議性的                                                                                          |
| 'Ammu Ahotepre     | 1760 - 1745 BC 或者之後的 1650 BC    | 按時間順序排列是具有爭議性的，也許是在第十五王朝                                                                      |
| Sheshi Maaibre     | 1745 BC - 1705 BC 或者之後的 1650 BC | 經證實有超過300封聖甲蟲密件，可能提到與塔蒂王后（努比亚人）結婚一事。按時間順序排列是具有爭議性的，也許是在第十五王朝 |